# Hulttjärnen (Partille socken, Västergötland)
Hulttjärnen är en sjö i Partille kommun i Västergötland och ingår i Göta älvs huvudavrinningsområde. Sjöns area är 0,004 kvadratkilometer och den är belägen 112 meter över havet.